# Ptolémée Mennaeus
« Ptolemaeus » redirige ici. Pour les autres significations, voir Ptolemaeus (homonymie).
Ptolémée fils de Mennaeus (Mennæus) ou Ptolomaeus (en grec : Πτολεμαῖος), est un souverain hellénistique du Proche-Orient ancien, aux temps de Jules César et dans les premières années de l'activité de son neveu Octave, le futur empereur Auguste. Il était souverain ou tétrarque d'Iturée et de Chalcis d'environ 85 av. J.-C. à sa mort vers 40 av. J.-C.. 
C'est le père de Philippion et de Lysanias de Chalcis.

## Origine
Ptolémée est né dans une famille qui régnait depuis quelque temps dans la plaine de la Bekaa au Liban et sur l'Iturée pays situés sur les pentes orientales de l'Anti-Liban. On ignore si la famille était venue s'installer dans le pays dans le sillage des conquêtes d'Alexandre le Grand et si elle avait des origines sémites ou araméenne. 
L'historien Polybe mentionne qu'un Mennaios, un siècle et demi plus tôt a exercé des fonctions politiques dans la région du Liban, peut-être l'un des ancêtres de Ptolémée, fils de Mennaios. Flavius Josèphe parle au moins de deux fils de Ptolémée  Philippion et Lysanias de Chalcis.

## La perte de Damas
Ptolémée commence son règne par la perte de la ville de Damas au profit du roi nabatéen Arétas III (roi de Pétra) . En 84 AEC, le roi séleucide Antiochos XII Dionysos lance une expédition contre l'Arabie Pétrée (Pétra). Mais Arétas III replie ses forces jusqu'à un endroit favorable au combat, au sud de la mer Morte, puis fait faire volte-face à ses dix mille cavaliers et « tombe sur les troupes d'Antiochos avant qu'elles aient pu se mettre en formation. » Antiochos est tué dans l'affrontement, et ses troupes lâchent pied. Presque tous sont massacrés sur le champ de bataille et un petit nombre, qui s'était réfugié dans le bourg de Cana, meurent finalement de faim après des semaines de siège.

« Les gens de Damas en profitent pour mander Arétas, et l'installent sur le trône de Cœlé-Syrie, par haine de Ptolémée fils de Mennaeus. »

La Syrie était alors en proie à une véritable anarchie. Les Séleucides y avaient, par leurs éternelles luttes de familles, perdu toute autorité. « Les habitants de Damas, pour trouver un protecteur au milieu de cette anarchie, se donnèrent au chef des Nabatéens, Arétas (Al-Harith)». Profitant de cette anarchie et suivant son exemple, d'autres chefs arabes s'empareront alors de plusieurs régions de Syrie.

## La principauté de Chalcis au Liban
Le fief des Ptolémée, l'Iturée avec sa capitale Chalcis (aujourd'hui Anjar), se trouvait au nord-ouest de Damas, dans les montagnes du Liban (situées aujourd'hui en partie au Liban, en partie en Syrie).  Le roi de Chalcis à l'époque de Jules César et d'Octave a joué pendant un moment un petit rôle dans la lutte pour la suprématie au Moyen-Orient.

## À l'intersection de la politique des grandes puissances
À l'époque, la région entière s'est trouvée à l'intersection des intérêts de Rome et des Parthes. Alors qu'à la suite de l'effondrement de l'Empire Séleucide, ces grandes puissances luttaient pour la suprématie dans la région, les pouvoirs locaux déployaient parallèlement leurs efforts afin d'accroître au maximum leur pouvoir d'une part et d'autre part afin d'acquérir le maximum d'indépendance.

## Éléments de biographie
La dynastie des Mennaeus d'Iturée a essayé de profiter de cette situation pour étendre son statut de puissance régionale et de nouer des alliances tactiques avec d'autres puissances régionales, y compris la maison royale Hasmonéenne. 
Ptolémée a essayé d'étendre son royaume par des expéditions guerrières, a dirigé le Liban, a failli prendre Damas, subjugué plusieurs districts sur la côte phénicienne et a même eu une fois Baniyas entre ses mains,. En fait, l'ensemble de la Galilée avait été autrefois en possession des Ituréens, mais leur avait été enlevée en 103 av. J.-C. par Aristobule Ier,.
Les Juifs estimant être opprimés par Ptolémée, Aristobule II, alors qu'il était encore un jeune prince, est envoyé par sa mère, la reine Salomé Alexandra, pour entreprendre une expédition contre Damas pour la protéger contre Ptolémée. Vers 64 av. J.-C., le général romain Pompée détruit les bastions de Ptolémée au Liban et emporte probablement l'adhésion des cités hellénistiques, comme cela se produisit en Judée. 
Pourtant, lorsque le prince juif Aristobule II a été empoisonné au printemps 49 av. J.-C. par des partisans de Pompée, alors que Jules César lui avait confié deux légions pour ramener le calme dans la région, Ptolémée Mennaeus a donné asile dans sa principauté à ses trois enfants survivants: Antigone II Mattathiah, une fille nommée Alexandra et une autre fille dont le nom est inconnu,. 
Philippion le fils de Ptolémée, est envoyé par son père à Ascalon, où la veuve d'Aristobule et ses enfants étaient en exil, probablement avec une escorte militaire et a escorté la fratrie jusqu'en Iturée. À cette occasion Philippion est tombé amoureux de la princesse Hasmonéenne Alexandra et l'a épousé. « Plus tard, Philippion fut tué par son père Ptolémée, qui épousa alors Alexandra, et resta le protecteur du frère et de la sœur de celle-ci. »
Ptolémée soutint aussi les efforts d'Antigone II, fils d'Aristobule pour se faire reconnaître comme roi de Judée,. 
Les deux hommes s'allient, Ptolémée achète le concours de Fabius le gouverneur de Damas et de Marion gouverneur à Tyr, mais leur armée se heurte à Hérode le Grand qui reprend le territoire conquis et repousse Antigone hors du pays
Il se peut que le parti national juif dépendait à l'époque de l'appui des Ituréens de Chalcis. C'est peut-être ce à quoi la déclaration suivante fait référence: 

« Le 17 du mois Adar, le danger menaçait le reste du Soferim (groupe de sages de la période du second Temple) dans la ville de Chalcis et cela a été le salut pour Israël »

— Meguilat Ta'anit, xii
Ptolémée meurt juste avant que les Parthes envahissent la Judée,. Son fils Lysanias lui succède.

## Sources
- (en) Cet article est partiellement ou en totalité issu de l’article de Wikipédia en anglais intitulé « Ptolemy (son of Mennaeus) » (voir la liste des auteurs).

- (de) Cet article est partiellement ou en totalité issu de l’article de Wikipédia en allemand intitulé « Ptolemaeus Mennaei » (voir la liste des auteurs).